# 帕尔蒂尼科
帕尔蒂尼科（義大利語：Partinico），是意大利西西里大区巴勒莫广域市的一个市镇。总面积110.32平方公里，人口31852人，人口密度288.7人/平方公里（2009年）。ISTAT代码为082054。